# 光南大批發
光南大批發連鎖店（英語：Kuang Nan Fashion Shop），簡稱光南，公司名稱為笑笑笑國際股份有限公司（英語：Shiaw Shiaw Shiaw International Co., Ltd.），是一家臺灣的中型零售業者，其前身為光南唱片。

## 沿革
1984年，光南唱片成立於當時臺南市博愛路商圈（在今北門路一帶，以銷售書籍文具為大宗），主要銷售音樂相關產品。
專營唱片通路期間，該公司在臺灣本島有超過20家門市。
隨著臺灣的音樂市場逐漸萎縮，該公司參考創始店附近的聚集經濟模式，加入販賣書籍文具以及生活百貨、電腦周邊等商品。
1994年增加資本，轉型為複合式賣場。
1995年8月24日，設立光南大批發連鎖店。

## 分店
光南於2021年時的分店包括了：
| 縣市   | 鄉鎮   | 分店                           |
| ------ | ------ | ------------------------------ |
| 臺北市 | 中正區 | 台北許昌                       |
| 臺北市 | 中正區 | 台北公館                       |
| 基隆市 | 仁愛區 | 基隆                           |
| 新北市 | 永和區 | 台北永和                       |
| 新北市 | 三重區 | 三重重新                       |
| 桃園市 | 中壢區 | 中壢中山                       |
| 桃園市 | 中壢區 | 中壢中正 （光南流行生活館）    |
| 桃園市 | 桃園區 | 桃園成功                       |
| 桃園市 | 桃園區 | 桃園中華                       |
| 新竹市 | 東區   | 新竹民族                       |
| 臺中市 | 北區   | 台中三民                       |
| 臺中市 | 西屯區 | 台中逢甲                       |
| 臺中市 | 豐原區 | 豐原中正                       |
| 彰化縣 | 彰化市 | 彰化中正                       |
| 彰化縣 | 員林市 | 員林中山                       |
| 雲林縣 | 斗六市 | 斗六民生                       |
| 嘉義市 | 西區   | 嘉義中山                       |
| 臺南市 | 東區   | 台南國寶園                     |
| 臺南市 | 東區   | 台南北門                       |
| 臺南市 | 東區   | 南紡 （光南流行生活館）        |
| 臺南市 | 永康區 | 永康中華                       |
| 高雄市 | 新興區 | 高雄文橫                       |
| 高雄市 | 前鎮區 | 高雄夢時代 （光南流行生活館x） |
| 高雄市 | 岡山區 | 岡山                           |
| 屏東縣 | 屏東市 | 屏東永福                       |
| 屏東縣 | 潮州鎮 | 潮州                           |
| 宜蘭縣 | 宜蘭市 | 宜蘭                           |
| 花蓮縣 | 花蓮市 | 花蓮中正                       |
| 花蓮縣 | 花蓮市 | 花蓮中山                       |
| 臺東縣 | 臺東市 | 台東                           |

## 外部連結
- 光南大批發連鎖店官網（页面存档备份，存于）
- 光南線上購 （页面存档备份，存于）
- 台灣公司資料
- 光南大批發 - PChome 商店街 （页面存档备份，存于）
- 光南大批發 - 蝦皮購物 （页面存档备份，存于）
- 光南好站 APP(Android版) （页面存档备份，存于）
- 光南好站 APP(ios版) （页面存档备份，存于）
- 光南大批發連鎖店的Facebook專頁
- YouTube上的光南大批發頻道